# Indicatifs régionaux 304 et 681

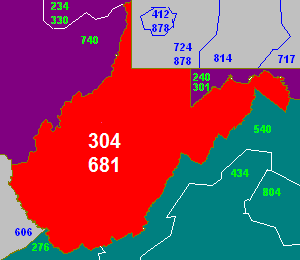
Indicatif régional 304.

Les indicatifs régionaux 304 et 681 sont les indicatifs téléphoniques régionaux qui desservent l'État de la Virginie-Occidentale aux États-Unis.
Chaque indicatif couvre l'ensemble de l'État.
Les indicatifs régionaux 304 et 681 font partie du Plan de numérotation nord-américain.

## Historique des indicatifs régionaux de la Virginie-Occidentale
L'indicatif régional 304 date de 1947 et est l'un des indicatifs originaux du Plan de numérotation nord-américain.
L'indicatif 681 a été ajouté sur l'indicatif 304 par chevauchement le 28 mars 2009.